# Опалењица
Опалењица (пољ. Opalenica) град је у Пољској у Војводству великопољском. По подацима из 2012. године број становника у месту је био 9534.

## Становништво
| 2012. |
| ----- |
| 9.534 |